# Små ulykker
Små ulykker er en dansk film fra 2002.
- Manuskript Kim Fupz Aakeson.
- Instruktion Annette K. Olesen.

## Medvirkende (udvalgte)
- Jørgen Kiil
- Vigga Bro
- Henrik Prip
- Julie Wieth
- Jannie Faurschou
- Jesper Christensen
- Karen-Lise Mynster
- Tina Gylling Mortensen
- Nicolas Bro
- Pia Rosenbaum
- Lars Ranthe
- Michael Hasselflug
- Sara Bro
- Birgitte Prins
- Bjarne Fabritius Petersen. (præsten) [kilde mangler]